# Walter III. (Brienne)
Walter III. von Brienne (frz.: Gauthier de Brienne, ital.: Gualtiero di Brienne; † 14. Juni 1205) war ein Graf von Brienne (1191–1205), sowie (de jure uxoris) ein Fürst von Tarent und Graf von Lecce. Er war der älteste Sohn des Grafen Érard II. und der Agnes von Montbéliard, sein jüngerer Bruder war Johann von Brienne, der spätere König von Jerusalem und lateinischer Kaiser von Konstantinopel.
Der Vater starb 1190 während des dritten Kreuzzuges, worauf Walter als Graf von Brienne nachfolgte.

## Leben
Anlässlich eines 1199 durch den Grafen von Champagne ausgerichteten Turniers in Écry-sur-Aisne, auf dem der Wanderprediger Fulko von Neuilly eine mitreißende Ansprache zu dem ein Jahr zuvor durch Papst Innozenz III. ausgerufenen vierten Kreuzzug hielt, entschloss sich Walter gemeinsam mit seinem Bruder Johann das Kreuz zu nehmen. Im Jahr darauf aber heiratete er mit Elvira († nach 1216) die Tochter des Königs Tankred von Sizilien, die nach der Entmachtung ihrer Familie durch Kaiser Heinrich VI. in Frankreich im Exil lebte. Durch sie erhielt Walter einen Anspruch auf das Fürstentum Tarent und die Grafschaft Lecce im Königreich Sizilien, das allerdings von dem noch unmündigen Staufer Friedrich II. regiert wurde.
Friedrich II. war der von Papst Innozenz III. anerkannte König Siziliens, der Papst zugleich der Lehnsherr und Beschützer des Kindkönigs. In der Zeit der Unmündigkeit Friedrichs II. sollte eigentlich der Papst die Regierung in Sizilien für ihn führen, doch tatsächlich wurde das Land von deutschen Rittern beherrscht, die einst mit Kaiser Heinrich VI. nach Italien gekommen waren und sich nicht der Autorität des Papstes beugen wollten. Die bedeutendsten von ihnen waren Markward von Annweiler, der auf der Insel Sizilien regierte, und Diepold von Schweinspeunt, der in Unteritalien herrschte. Papst Innozenz III. beabsichtigte diese Männer auszuschalten, wobei ihm Walter von Brienne gelegen kam.
Der Papst entband Walter von seinem Kreuzzugsgelübde und deklarierte stattdessen einen regelrechten Kreuzzug gegen die Deutschen in Unteritalien. Noch im Jahr 1200 marschierte Walter mit einem Heer nach Rom. Auf dem Mont Cenis kreuzte er den Weg des Marschalls Gottfried von Villehardouin, der gerade auf der Rückreise von Venedig war, wo er für den vierten Kreuzzug ein Transportabkommen ausgehandelt hatte. In Rom wurde Walter vom Papst förmlich mit Tarent und Lecce belehnt. Anschließend marschierte er nach Kalabrien vor und siegte im Mai 1201 in einer ersten Schlacht gegen Diepold von Schweinspeunt bei Capua. Dies wiederholte er im Juni in der Schlacht von Agnella, anschließend siegte er im Oktober 1201 auf dem historischen Feld von Cannae über die Truppen des sizilianischen Kanzlers und Papstgegners Walter von Pagliara. Danach gelang ihm die Eroberung fast ganz Apuliens und somit die Sicherung seines Erbes. Dabei erhielt er die Unterstützung einiger Ritter des vierten Kreuzzuges, die sich geweigert hatten, an der gleichzeitig stattfindenden Belagerung von Zara teilzunehmen. Walters Kampf gegen die deutschen Machthaber löste eine Welle der Begeisterung unter den jungen Italienern aus, die sich ihm anschlossen. Unter ihnen befand sich der junge Francesco aus dem umbrischen Assisi, der um das Jahr 1204 seine Rittersporen an Walters Seite verdienen wollte. Aber noch bevor er an den Kämpfen teilnahm, schwor Francesco in einem Gesinnungswandel dem Schwerte ab und kehrte in seine Heimatstadt zurück.
Die lang propagierte Invasion der Insel Sizilien blieb in den folgenden Jahren jedoch aus. Zum einen wegen Geldmangels, aber auch wegen des zurückhaltenden Einwirkens des Papstes auf Walter. Der Papst hielt nämlich nach wie vor an Friedrich II. als König von Sizilien fest, da ihm Walter durch eine erfolgreiche Eroberung der Insel zu mächtig geworden wäre und sich vielleicht stark genug gefühlt hätte, um selbst nach der Krone zu greifen. Außerdem war die Lage in Unteritalien noch nicht beruhigt. 1204 wurde Walter in der Festung Terracina von Diepold von Schweinspeunt belagert, wobei er zwar ein Auge durch einen Pfeilschuss verlor, aber letztlich die Belagerung aufheben und Diepold in die Flucht schlagen konnte. Doch am 11. Juni 1205 geriet Walter bei Sarno in einen Hinterhalt, als er von Diepold während des Nachtlagers überfallen und schwer verwundet wurde. Er starb in deutscher Gefangenschaft drei Tage später an seinen Wunden und wurde in der Kirche Santa Maria della Foce in Sarno bestattet.
Im gleichen Jahr wurde sein Sohn geboren, Walter IV., der aber nur die Grafschaft Brienne erbte, während die süditalienischen Besitzungen beschlagnahmt wurden. Vermutlich war Walter auch der Vater der Anais, die eine Geliebte Friedrichs II. wurde.
Seine Witwe Elvira heiratete in zweiter Ehe Giacomo Sanseverino, Graf von Tricario, und in dritter Ehe Tigrini Guidi, Graf von Modigliana.